# Nissum Bredning
Nissum Bredning är en vik i Danmark. Den ligger på nordvästra Jylland, 280 km väster om Köpenhamn och är del av ett Natura 2000 område.
Klimatet i området är tempererat med en årsmedeltemperatur på  6 °C. Den varmaste månaden är augusti, med medeltemperaturen 16 °C, och den kallaste mars, med 2 °C.